# Horné Turovce
Horné Turovce – wieś (obec) na Słowacji położona w kraju nitrzańskim, w powiecie Levice. Pierwsze wzmianki o miejscowości pochodzą z roku 1435. 
Według danych z dnia 31 grudnia 2012, wieś zamieszkiwały 602 osoby, w tym 309 kobiet i 293 mężczyzn.
W 2001 roku rozkład populacji względem narodowości i przynależności etnicznej wyglądał następująco:
- Słowacy – 31,08%
- Czesi – 0,16%
- Romowie – 0,64%
- Węgrzy – 67,95%

Ze względu na wyznawaną religię struktura mieszkańców kształtowała się w 2001 roku następująco:
- Katolicy rzymscy – 95,81%
- Ewangelicy – 1,77%
- Ateiści – 1,77%
- Nie podano – 0,64%